# Grądzkie (Brzeżno)
Grądzkie (deutsch Langenhaken) ist ein Dorf in der polnischen Woiwodschaft Westpommern. Es gehört zur Gmina Brzeżno (Briesen) im Kreis Świdwin.

## Geografische Lage
Grądzkie liegt zehn Kilometer südöstlich von Świdwin und ist auf einer Nebenstraße nach Gawroniec (Gersdorf) im Abzweig vor Bierzwnica (Reinfeld) zu erreichen.

## Geschichte
Langenhaken war ein Vorwerk zu Wartenstein und gehörte zur Johanniterordens-Komturei Schivelbein. Im Jahr 1807 muss Canonicus von Briesen auf Klützkow hier mit sechs Hufen Kontribution bezahlen. Im Jahr 1736 wurden in Langenhaken vier Kossäten genannt. 1891 wird Pretzel als Rittergutsbesitzer in Langenhaken erwähnt.
Anfang März 1945 wurden Wartenstein und Langenhaken von russischen Truppen besetzt. Der Ort wurde polnisch, und die einheimische Bevölkerung wurde vertrieben. Langenhaken gehört heute als Grądzkie zur Gmina Brzeżno, und nun wieder im – allerdings neu gebildeten – Kreis Schivelbein (= Powiat Świdwiński).

## Amt Langenhaken
Die Orte Gumtow, Klützkow, Repzin und Wartenstein gehörten zum Amt Langenhaken. Es lag bis 1945 im Landkreis Belgard (Persante), gehörte aber vor der Kreisreform 1932 zum Kreis Schivelbein, der damals aufgelöst wurde.

## Standesamt Langenhaken
Die gleichen Orte gehörten zum Standesamtsbezirk Langenhaken. Die Register des Standesamtes gelten seit 1945 als verschollen.

## Kirche
Langenhaken hatte keine eigene Kirche, sondern gehörte bis 1945 zum Kirchspiel Reinfeld. Es lag im Kirchenkreis Schivelbein der Kirchenprovinz Pommern der evangelischen Kirche der Altpreußischen Union. Letzter deutscher Geistlicher war Friedrich Gehrmann.
Heute gehört Grądzkie zum Kirchspiel Koszalin (Köslin) in der Diözese Pommern-Großpolen der polnischen Evangelisch-Augsburgischen Kirche.